# Nikołajewka (rejon buriejski)
Nikołajewka (ros. Николаевка) – wieś (ros. seło) w południowo-wschodniej Rosji, terytorialnie i administracyjnie należąca do rejonu buriejskiego, w obwodzie amurskim. 
Według danych statystycznych z 2016 roku wieś Nikołajewka zamieszkiwało 838 mieszkańców. 